# Володимир Лаврівський
Володимир Лаврівський (1850 — 1936, Львів) — український видавець , один із співзасновників українського спортивного товариства «Сокіл», активний соціальний діяч .

## Життєпис
Володимир Лаврівський був вихованцем товариства «Січ» та учнем Кирила Трильовського, а на противагу Василеві Нагірному — духовним наставником спорттовариства «Сокіл». Склав перший український статут «Сокола» на основі чеського зразка й упродовж багатьох років видавав сокільські календарики.

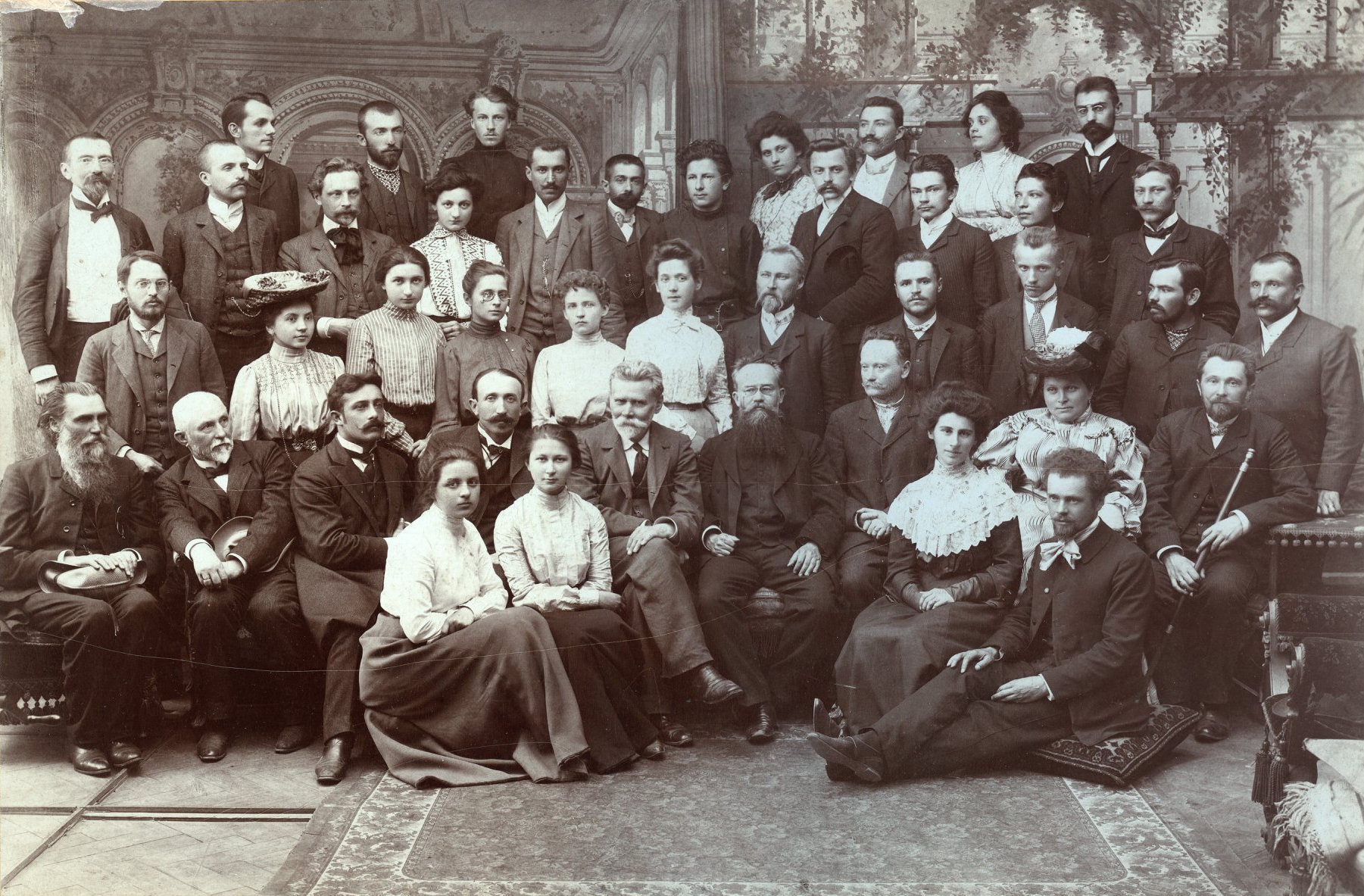
Викладачі та студенти Наукових курсів українознавства у Львові (організованих ТПУНЛШ), 5 липня 1904 р. Зліва направо: перший ряд (сидять): М. Дверницька, В. Чикаленківна, А. Трушева, І. Труш;
другий ряд (сидять): П. Рябков, Т. Ревакович, І. Брик, М. Ганкевич, Хв. Вовк, М. Грушевський, І. Франко, М. Грушевська, Вол. Гнатюк;
третій ряд (стоять): Вол. Дорошенко, М. Підлісецька (Мудракова), Г. Чикаленківна, К. Голицинська, О. Андрієвська, М. Липа, І. Липа, Ф. Шолудько, В. Панейко, Л. Сміщук, Л. Гарматій;
четвертий ряд (стоять): Вол. Лаврівський, Е. Голицинський, Юл. Бачинський, М. Крушельницька (Дроздовська), Дм. Дорошенко, Я. Грушкевич, Л. Чикаленко, Мих. Грушкевич, Ст. Дольницький, А. Хомик, М. Росткович;
п'ятий ряд (стоять): Юл. Ситник, Ол. Скоропис, Дм. Розов, Д. Старосольська (Шухевичівна), Вол. Загайкевич, Т. Єрми (п-ні Боднарова), Мих. Мочульський.

Був комісаром староства Львова і, — як писав Богдан Трофим'як у монографії «Гімнастично-спортивні організації в національно-визвольному русі Галичини», — «одним з перших галицьких українців, хто підняв сокільський прапор над головами тогочасної української громади».
Відстоював українські ідеї, але не знаходив прихильників сокільства серед своїх ровесників, які називали його «безталанним ширителем сокільської думки». "Нащо нам соколи? — питали одні, — хіба ми поляки чи чехи, щоби забавлятися такими дурницями? — згадував, 17 липня 1892 року, у приміщенні «Народного Дому» студент університету Сильвестр Яричівський. Того дня намісник Львова статут не затвердив. Це сталося 3 серпня 1893 р., а 11 лютого 1894 р. українське львівське гніздо соколів провело свої перші Загальні установчі збори на підставі затвердженого статуту. Головою товариства обрали Василя Нагірного, а Володимира Лаврівського — заступником. 23 жовтня 1894 р. старшина товариства Лаврівський затвердив розроблений Володимиром Гнаткевичем сокільський однострій кавового кольору.
Перші роки діяльності українського «Сокола» виявилися непростими. Окрім матеріальної скрути, товариство потерпало від партійно-політичних суперечок. Зокрема, в українському «Соколі» сильним було проросійське лобі. Москвофіли ширили в маси ідеї про «одноплемінну Росію» від Карпат до Зеленого Клину та витісняли з українців австрійський авторитет.
1897 р. Лаврівського обрали головою Ювілейного комітету святкування 50-річчя скасування панщини. Серед присутніх зібралось багато москвофілів, які противилися такому вибору. Лаврівський, на знак протесту, склав повноваження.
У серпні 1900 р. випустив у світ перші два спортивні підручники українською мовою: «Lawn Tennis» (про теніс) і «Копана (Association Football)» (про футбол).
Щодо діяльності Лаврівського в подальші роки інформації майже немає.
Похований на Личаківському цвинтарі, поле № 56.

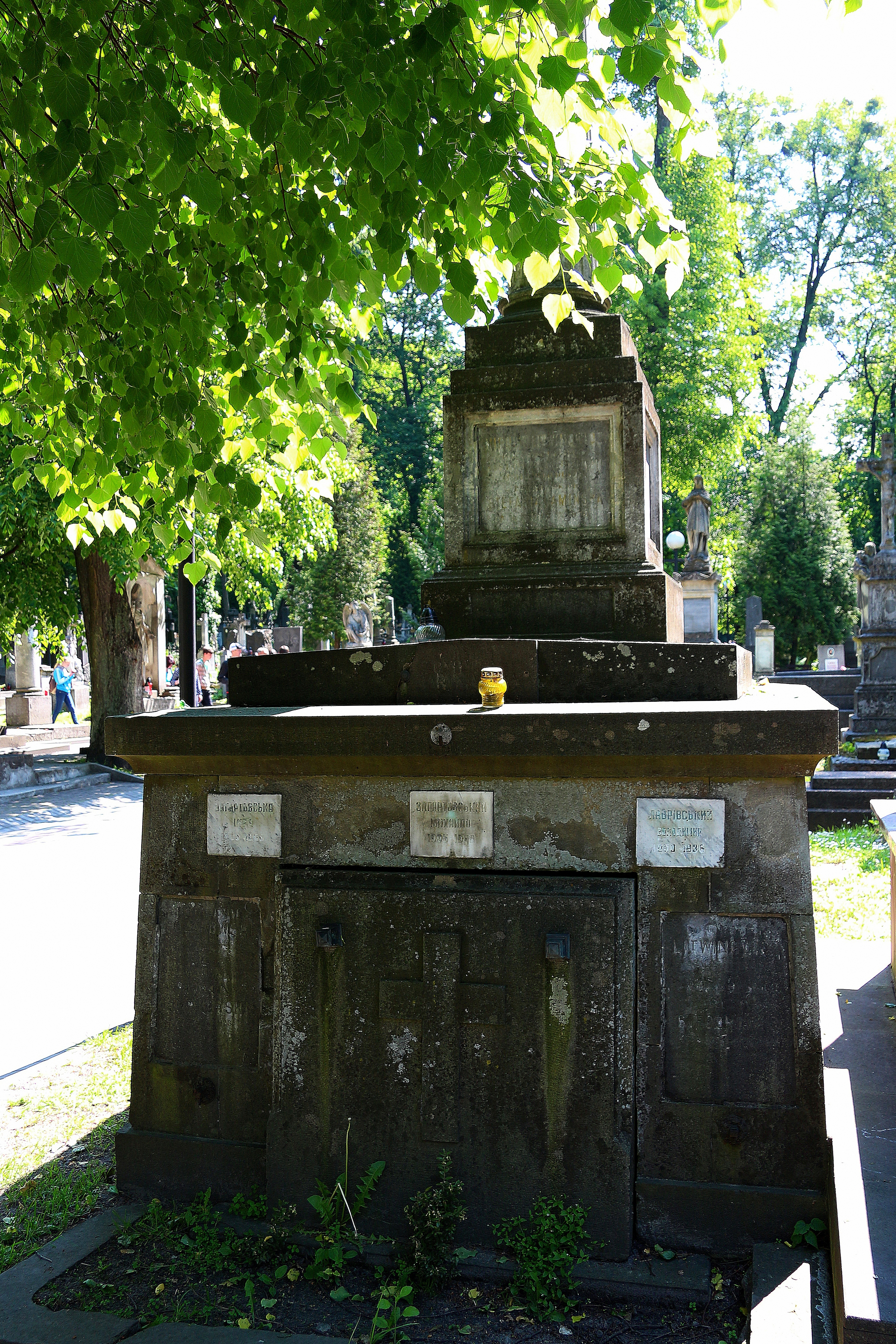

Його батько Юліан — один з піонерів українського національного відродження, а син Юрій — знаменитий артист розважального жанру та учасник групи «Веселий Львів».

## Копана (Association Football)

Обкладинка перевидання 2019 року

Володимир Лаврівський автор брошури «Копана» (Association Football), яка видана за його власні кошти 10 серпня 1900 року у львівській друкарні Уділова. «Копана» — перша книжка українською мовою про футбол. Брошура «Копана (Association Football)» складається з 18 сторінок формату 115×150 мм. Наклад — 500 примірників. Структурно брошура складається з двох частин (окрім обкладинки і титульної сторінки), причому друга (с. 11–18) у багатьох аспектах дублює першу (с. 3–11). Зміст «Копаної» — виклад існуючих на той момент правил гри у футбол. Сьогодні[коли?] оригінал в одному екземплярі зберігають у Львівській національній науковій бібліотеці ім. Василя Стефаника (відділ україніки), де його знайшов історик футболу Олександр Паук[джерело?].
На обкладинці брошури зазначено, що видання здійснене «після Осипа Клєнки». Як вдалося з'ясувати[кому?], йдеться про чеського спортивного діяча Йозефа Кленку: фактично «Копана» є перекладом його книжки «Pravidla hry kopaný míč [foot-ball]» («Правила гри в копаний м'яч [foot-ball]»), що вийшла друком 1897 року[джерело?].
Оскільки на початку ХХ століття не існувало унормованих правил української літературної мови, Володимир Лаврівський послуговувався тогочасним галицьким варіантом із використанням слів, які нині сприймаються як діалектизми. Також у тексті багато прямих запозичень із чеської спортивної термінології. Одна з характерних мовних особливостей «Копаної» — використання латинської літери «j» замість кириличної «й»[джерело?].
У лютому 2019-го побачило світ репринтне перевидання «Копаної». До оригінального тексту додали нову (стилізовану під першодрук) обкладинку, заключне слово, словничок застарілої лексики та вихідні дані. Перевидання здійснене накладом 50 примірників у столичному видавництві «Арт Економі».

## Основні праці
- Календарі товариства «Сокіл» [Архівовано 28 лютого 2019 у Wayback Machine.] 1894—… років
- Лаврівський Володимир. Lawn Tennis. — Львів: Друкарня «Уділова», 1900. — 16 с.
- Лаврівський Володимир. Копана (Association Football) [Архівовано 28 лютого 2019 у Wayback Machine.]. — Львів: Друкарня «Уділова», 1900. — 18 с.